# Оскар (футбольний клуб)
«О́скар» — український футбольний клуб з села Підгір'я Богородчанського району Івано-Франківської області.
Заснований у 2014 році за підтримки місцевого сільськогосподарського підприємства, клуб одразу вийшов на провідні позиції, в перший рік свого існування вигравши чемпіонат Богородчанського району. Між 2015 та 2017 «Оскар» по два рази вигравав чемпіонат та кубок Івано-Франківської області, ставши зокрема першим чемпіоном області з Богородчанського району, а також провів один сезон у чемпіонаті України з футболу серед аматорів.
Влітку 2017 клуб припинив виступи через брак фінансування.

## Історія
У Підгір'ї футбол уперше з'явився на початку 1930-х років, коли за виручені від проведення фестивалю гроші було придбано форму для місцевої команди, яку назвали «Каменярі». У 1936 в селі з'явилася друга команда — Ляховецький футбольний клуб «Рух» (Ляхівці — тодішня назва села). З приходом радянської влади ці клуби припинили існування, а на їх місці в 1956 році було створено команду «Колгоспник». У 1980 році в селі було відкрито новий стадіон з трибунами на 1500 місць та засновано нову команду — «Маяк».
Сучасний клуб «Оскар» засновано в 2014 році за ініціативи сільськогосподарського підприємства ПСП «Оскар». У перший же рік клуб виграв чемпіонат, кубок та суперкубок Богородчанського району. Наступного, 2015 року, команда дебютувала в чемпіонаті області та з першої спроби його виграла, ставши першим чемпіоном Івано-Франківської області з Богородчанського району. Того ж року команда здобула і кубок області. У весняному чемпіонаті 2016 року «Оскар» знову став чемпіоном області.
Влітку 2016 року клуб дебютував у чемпіонаті України з футболу серед аматорів.

## Склад
Станом на 22 серпня 2016:
| №  | Поз. | Нац.    | Гравець               |
| -- | ---- | ------- | --------------------- |
| 14 | ВР   | Україна | Михайло Макогон       |
| 1  | ЗХ   | Україна | Михайло Басараб       |
| 5  | ЗХ   | Україна | Ігор Гребинський      |
| 7  | ЗХ   | Україна | Віктор Данищук        |
| 11 | ЗХ   | Україна | Ярослав Конкольняк    |
| 13 | ЗХ   | Україна | Микола Лазорик        |
| 17 | ЗХ   | Україна | Володимир Радульський |
| 9  | ПЗ   | Україна | Ігор Долотко          |
| 10 | ПЗ   | Україна | Юрій Іванишин         |
| 19 | ПЗ   | Україна | Роман Стоцький        |

| №  | Поз. | Нац.    | Гравець             |
| -- | ---- | ------- | ------------------- |
| 3  | НП   | Україна | Роман Вірстюк       |
| 18 | НП   | Україна | Ростислав Романишин |
| 2  |      | Україна | Василь Блащук       |
| 4  |      | Україна | Назарій Герин       |
| 6  |      | Україна | Олег Гринів         |
| 8  |      | Україна | Павло Дмитрів       |
| 12 |      | Україна | Роман Курташ        |
| 15 |      | Україна | Дмитро Мартинюк     |
| 16 |      | Україна | Олег Неплях         |
| 20 |      | Україна | Петро Цевюк         |

## Досягнення
- Чемпіон Івано-Франківської області — 2 (2015, 2016)
- Володар кубку Івано-Франківської області — 1 (2015)
- Чемпіон Богородчанського району — 1 (2014)
- Володар Кубку та Суперкубку Богородчанського району — 1 (2014)